# 特種部隊：眼鏡蛇的崛起
《特種部隊：眼鏡蛇的崛起》（英語：G.I. Joe: The Rise of Cobra）是一部於2009年上映的美國科幻動作電影，改編同名漫畫及1980年代動畫，由史蒂芬·桑莫斯執導。描述一群美國特種部隊，上天下地運用最新科技和設備，對付神秘邪惡組織「眼鏡蛇」，阻止其統治全世界的陰謀，免於世界陷入混亂。丹尼斯·奎德飾演特種部隊的指揮官，主角為查寧·塔圖飾演公爵，曾熟識反派眼鏡蛇的男爵夫人，由席艾娜·米勒飾演，韓國男星李炳憲詮釋眼鏡蛇組織的白幽靈。
拍攝期間僅花三個月，劇組在洛杉磯棚內搭景，且到布拉格實景和棚內拍攝。全片共有25個外景地點，包括法國、挪威、捷克和北美各地。電影於2009年8月7日全球同步上映，開映當週獲得好壞參雜中等評價。演員確定簽下三部曲合約，而導演將會作替換另尋他人執導。
續集《特種部隊2：正面對決》2013年3月27日台灣上映，美國則在2013年3月28日發行。

## 劇情
1641年的英國革命時期，蘇格蘭人麥卡倫因同時販賣武器給蘇格蘭和英格蘭而被逮捕，政府沒有將之處死，而是以無法脫下的鐵面具來羞辱麥卡倫和其後代。時間來到距離現代不久的未來，麥卡倫的後代詹姆士·麥卡倫正在發表他研發的新武器——奈米蟲，其威力足可吞噬整座城市，並說四顆成品將於翌日自中亞運至北約總部。
運送任務交由北約部隊的上尉「公爵」；立志投身空軍的戰友「瑞普克」則負責保護彈頭。路程中護送部隊遭到由「男爵夫人」領軍的眼鏡蛇部隊的襲擊，幾乎全滅。在搶回彈頭之時，公爵彷彿認出男爵夫人是「安娜」。此刻特種部隊的「蛇眼」、「史嘉蕾」、「重砲」和「布雷克」等人及時趕到力挽狂瀾，奪回險些被男爵夫人奪走的彈頭，男爵夫人事敗後迅即逃脫。
運送部隊僅存的公爵和瑞普克心存疑惑之下隨即向指揮官「霍克將軍」連線說明，得知他們是隱密的多國聯盟作戰組織「G.I.JOE」。眾人前往位於埃及沙漠下的基地總部，公爵堅決表示要完成運送任務，且透露他認識敵方的成員男爵夫人，因此霍克將軍暫定讓兩人入隊，同時展開對二人的特別訓練。另一方面，麥卡倫實為策劃整件陰謀的幕後指使，假意說要檢查彈頭，重新開始裝置內的追蹤訊號，使得眼鏡蛇得知彈頭的所在地，並再次策劃搶奪行動。眼鏡蛇組織的精英都被注入奈米蟲，控制心靈強化身體且無所畏懼，這項科技是由組織裡的「醫官」所研發，甚至可改變容貌，「撒旦」安排自己注入奈米機械，并在执行之前拆除了用于大脑控制的注射芯片，表示要亲自來進行改造計畫。
因男爵夫人未完成任務，麥卡倫指派武術高強的「白幽靈」前去協助。故事回到四年前，還是美軍的公爵與男爵夫人－本名為「安娜·露維斯」（Ana Lewis）是男女朋友關係，出使任務前公爵向安娜求婚，且保證將她親弟亦是公爵的戰友雷克斯（Rex）安然帶回。不幸的是，任務過程卻出了意外，執行轟炸任務的飛機過早到達並投下炸彈，當時正在目標建築物內的雷克斯當場被炸死，公爵不敢面對安娜而黯然離開安娜。
很快地，男爵夫人和白幽靈率領一群精英進攻特種部隊的總部，白幽靈把霍克將軍砍傷，此時白幽靈與蛇眼對質，兩人帶出一段同門恩怨的過去。眼鏡蛇出其不意的闖入使總部受重創，彈頭最終亦被奪走。
整頓過後，隊員尋得男爵夫人現與一名科學家男爵居於法國，目的是要利用公司裡的加速器來激活彈頭。部隊眾人隨即趕往法國，在法國街頭一陣追擊之下，仍是晚了一步，彈頭已射向艾菲爾鐵塔並成功爆炸，奈米蟲開始吞噬所有金屬物質。所幸公爵及時關閉操控奈米蟲的開關，遏止災情擴散，不過鐵塔仍然倒塌，公爵亦被捉走。大鬧巴黎後部隊則被不知原由的巴黎警方逮捕，法國政府對艾菲爾鐵塔倒塌相當憤怒，美國下令解散部隊並召回眾隊員。部隊此刻也掌握到眼鏡蛇位於北極地區的冰山底下的基地所在。
霍克雖要求隊員們回華府，不過以「沒指定走哪條路」為由寬鬆地讓隊員們前往敵方基地奪回剩下的彈頭並救回公爵。特種部隊搭著潛艇來到北極海，公爵也利用奈米彈頭的訊號引導隊友們找到基地的正確位置。麥卡倫打算藉注射奈米蟲來控制公爵，介紹之下醫官與公爵兩人碰面，沒想到醫官揭露他的真實身份，正是死去的雷克斯本人。原來當時雷克斯所進的是奈米科技的研究室，為了保有研究而留下，雖然毀容但仍活下來，而安娜則是早被注入奈米蟲遭到控制。安娜對公爵的感情使安娜回覆原本的意志。
麥卡倫將剩下的彈頭嵌入三枚導彈，分別瞄準北京、莫斯科和華盛頓，以圖摧毀世界三大軍事強國的首都，發射不久後便被G.I. JOE部隊擊毀瞄準北京的那枚導彈。瑞普克自告奮勇駕駛新型戰機夜鴉（Night Raven）前去攔截其餘兩枚導彈，而蛇眼對上宿敵白幽靈，特種部隊的大部隊則由海底進攻。最後醫官和麥卡倫逃脫後遙控引爆冰山內埋下的炸彈，藉巨大的冰塊砸毀整座基地，公爵則帶著恢復意識的安娜追截逃跑的二人。導彈危機及時解除，所駕戰鬥機被奈米蟲大快朵頤的瑞普克亦安然無恙，只是緊急彈射後再次被不知情的美國軍人逮捕。白幽靈則落敗跌落深海。臉被燒爛的麥卡倫由醫官注入奈米蟲，片刻臉龐就像被烙上一層金屬般的外殼，醫官將他重新取名為戴斯卓（Destro），自己則成為眼鏡蛇的新指揮官，表示眼鏡蛇組織才正要崛起。
最終兩人不敵特種部隊大軍而被逮捕囚禁，而男爵夫人身上的奈米蟲因過於複雜而無法立即清除，雖所作一切並非其個人意志決定，但仍得為她所犯罪刑入獄，公爵亦願意等待。危機解除後，美國總統重返白宮，但其實已被整形為總統樣貌的撒旦所替代，為故事埋下伏筆。

## 演員

### 義勇群英
| 演員                                                | 角色                                                   | 備註 |
| 丹尼斯·奎德 Dennis Quaid                            | 霍克將軍 General Hawk                                  | 特種部隊的指揮官。奎德形容霍克「介於查克·葉格和洛克中士之間，算是個渾然天成的花花公子。」奎德的兒子證實他演出這個角色，電影劇組與他合作經驗相當愉快，編劇史都華·畢提為此角加碼編寫「10至15場戲」。所有他的場次皆在製作期間頭兩個月已拍攝完畢。奎德已簽下兩部續集合約。 |
| 查寧·塔圖 Channing Tatum                            | 康瑞德·豪瑟「公爵」 Conrad Hauser / Duke               | 原為北約軍隊，在得到認可後，和瑞普克一起加入特種部隊。頗有潛力，在入隊的訓練中曾有一次撂倒蛇眼過。在故事尚未成型前，監製羅倫佐·狄·波納馮杜拉相中馬克·華伯格來演出此角。編劇畢提在重修劇本階段，劇組認為山姆·沃辛頓是理想人選。塔圖曾在反戰電影《拒絕再戰》飾演一名軍人，原先無意願參演，他認為有美化戰爭的意味。再次的讀過劇本後，他明瞭本片偏屬科幻性質，雷同於《X戰警》、《不可能的任務》和《星際大戰》系列，而不是戰爭片。 |
| 瑞秋·妮可絲 Rachel Nichols                          | 夏娜·歐哈拉「史嘉蕾」 Shana M. O'Hara / Scarlett       | 年幼即大學畢業，聰明且武藝高超的特種部隊智能專家。妮可絲是首當人選，試鏡時唸的是電影《凡赫辛》的台詞，正巧戲中武器亦是一支十字弓手槍。妮可絲在本片開拍前，就已因演出《星際爭霸戰》時將她原本的棕髮染成紅髮－史嘉蕾的髮色。拍攝一場與席艾娜·米勒的對手戲時，意外灼傷自己。 |
| 雷·帕克 Ray Park                                    | 蛇眼 Snake Eyes                                        | 使用武士刀和手槍的神秘忍者戰士，負責偵察和滲透的任務，與白幽靈互為宿敵。如同他所飾演的角色，帕克本身就是個武術家，甚至為演出專研角色在動漫裡的姿勢。帕克自小就玩過蛇眼的模型玩具，但他對特種部隊反派眼鏡蛇組織的背後事蹟更熟悉，進一步去閱讀漫畫來了解蛇眼。他對於穿著戰鬥服感到不慣，因此要求在家裡練習穿戴。他全身服裝包含頭罩，就像厚重版的緊身衣，他需使盡全力地穿戴移動，尤其在大量動作場面。                            |
| 里奧·霍華德 Leo Howard                              | 蛇眼 Snake Eyes                                        | 童年時期（10歲） |
| 馬龍·韋恩斯 Marlon Wayans                           | 華勒斯·威姆斯「瑞普克」 Wallace Weems / Ripcord        | 公爵的同袍神槍手，而後加入特種部隊，喜歡史嘉蕾。韋恩斯是個漫畫迷，於電影《迷上癮》優異表現而中選演出本片。監製波納馮杜拉闡述電影表現說偉恩能夠動靜皆宜，嚴肅與玩笑間能夠掌握得宜。電影裡，他邀公爵一同加入空軍，也向史嘉蕾說他會駕駛所有的機種。當瑞普克成功擋下奈米彈頭，史嘉蕾稱他為艾斯（Ace，《大英雄》原著裡的飛行員）。                                                                                                 |
| 艾德瓦利·亞肯努耶-阿嘉巴傑 Adewale Akinnuoye-Agbaje | 赫塞爾·達爾頓「重砲」 Hershel Dalton / Heavy Duty      | 特種部隊的武器專家。傳出饒舌演員凡夫俗子安排演出重砲的表兄路客（Roadblock），儘管監製先前決定採用重砲角色來取代他。因角色性質相似，編劇史都華·畢提最後選擇重砲而非路客。 |
| 薩伊德·塔馬歐尼 Said Taghmaoui                      | 亞伯·薛茲「布雷克」 Abel Shaz / Breaker                | 特種部隊的駭客與解碼專家。電影裡，他是摩洛哥人而非原著裡的美國人，但仍維持他愛吃口香糖的角色設定。 |
| 卡洛琳娜·柯考娃 Karolína Kurková                    | 康妮·奎格「封面女郎」 Courtney A. Kreiger / Cover Girl | 霍克將軍的秘書。 |
| 布蘭登·費雪 Brendan Fraser                          | 史東中士 Sergeant Stone                                | 起初，曾報導他將飾演特種部隊裡的岡合（Gung-Ho），他隨後揭露他僅客串中士演出，作為公爵的訓練官。費雪表示他認為他的角色是瑞克·歐康納（Rick O'Connell）的後代，瑞克亦是導演史蒂芬·桑莫斯的代表作《神鬼傳奇》費雪的角色。 |

### 毒蛇黨
| 演員                                      | 角色                                                                       | 備註 |
| 克里斯多佛·艾克斯頓 Christopher Eccleston | 詹姆士·麥卡倫「戴斯卓」 James McCullen / Destro                            | 歷史悠久的武器販者成立麥氏集團（MARS），為本片主要反派主使。愛爾蘭演員大衛·莫瑞為戴斯卓原意人選，因簽證問題被迫換角。莫瑞則改為在開頭回溯歷史的場景演出詹姆士·麥卡倫的祖先。 |
| 喬瑟夫·高登-李維 Joseph Gordon-Levitt     | 醫官雷克斯·路易士「眼鏡蛇指揮官」 The Doctor / Rex Lewis / Cobra Commander | 男爵夫人的弟弟，前美軍被在一場任務中喪生，而後發現他未死，且成為毒蛇黨組織裡的奈米武器研發者。《美國今日》曾報導高登-李維將會扮演多位角色。李維會穿戴著面具－劇組重新設計頭罩，因為原本的造型會令人聯想到三K黨－且會重新化妝改變容貌。提及角色的美術設計概念，李維表示「我非常期待，這是一輩子難得的機會。」李維在戲外是塔圖的朋友，他們也在《拒絕再戰》和《玩命派對 (2005年電影)》裡共同演出，他的選角也額外激起塔圖參與劇組。李維表示他在電影中的口音，一半是模仿玩命派對當年為1980年《義勇群英》的配音，另一半是出自本身的想法，他認為完全依當年呈現聽起來會很滑稽。 |
| 席艾娜·米勒 Sienna Miller                 | 安娜·路易士「男爵夫人」 Ana Lewis / The Baroness                           | 隸屬眼睛蛇組織，公爵曾向她求婚，卻因弟弟雷克斯喪生意外而分開，個性產生重大轉變，劇末才曉得體內被植入奈米蟲受到控制。米勒受四個月的重量訓練，拳擊和學習戰火中生存知識，甚至增加五磅的肌肉。拍攝男爵夫人和史嘉蕾的對手戲，被塑膠子彈打中手臂送醫。男爵夫人的戲服是皮製的，緊身皮衣緊到拍戲空檔的時候僅能靠著板子休息。 |
| 李炳憲（ ） · Lee Byung-hun               | 白幽靈 Storm Shadow                                                        | 蛇眼的宿敵，兩人出於同門忍者家族，師傅謀殺事件反目成仇。導演原意找來成龍和李連杰飾演。李炳憲表示他不清楚原著，動畫系列在韓國並沒那麼有名，導演桑莫和監製告訴他不必看任何卡通為角色作準備。李炳憲坦承對白幽靈具有「強烈驕傲與榮耀」的「雙面特質」感興趣。白幽靈戲服亦屬於蒙面式，妮可絲建議導演展現李炳憲的身材，於是最後一場與蛇眼的對手戲即脫掉外衣對戰。 |
| 布蘭登·蘇·胡 Brandon Soo Hoo              | 白幽靈 Storm Shadow                                                        | 童年時期（10歲） |
| 阿諾·凡斯洛 Arnold Vosloo                 | 撒旦 Zartan                                                                | 眼鏡蛇裡的易容專家，為麥卡斯的策劃人物。影片中常吹著「For He's a Jolly Good Fellow」口哨曲，利用奈米蟲整容為美國總統取代之。凡斯洛與導演莫桑是鄰居兼好友，亦是導演代表作《神鬼傳奇》裡的反派印和闐。 |

### 其他
| 演員                             | 角色                                                | 備註             |
| 強納森·普萊斯 Jonathan Pryce     | 美利堅合眾國總統 President of the United States     |                  |
| 格雷戈里·菲圖司 Grégory Fitoussi | 丹尼爾·德科布雷「男爵」 Daniel DeCobray / The Baron | 男爵夫人的丈夫。 |

## 製作

### 發展
2003年，監製羅倫佐·狄·波納馮杜拉有意打造一部先進軍事科技的影片，孩之寶執行長布萊恩·高登納提出改編特種部隊玩具模型的拍攝計畫。還身為華納兄弟的執行長波納馮杜拉，與曾一起合作的高登納將此系列推上大螢幕，兩人花三個月時間展開故事企畫，挑選麥可·B·戈登作為編劇，他們欣賞戈登在《300壯士：斯巴達的逆襲》編劇天賦。波納馮杜拉想要描述各個角色的背景故事，即角色們加入部隊的過去種種，以及增加新的角色雷克斯，成為公爵自我探索推展劇情的關鍵。雷克斯的取名由孩之寶公司所創。在此之前，監製唐·墨菲對本片拍攝感到興趣，但正值伊拉克戰爭爆發，考慮到議題時局過於敏感，而選擇發展孩之寶另一知名玩具系列《變形金剛》。波納馮杜拉認為「不管［特種部隊］代表什麼，特別在電影裡也不論公爵出自於哪裡，這就是我想要全世界觀眾都能感受到。」
2005年2月，請來同為波納馮杜拉監製電影《血盟兄弟》的編劇保羅·拉維特和大衛·艾略特翻修劇本。在新的劇本裡，角色雷克斯墮入偏門與卡通裡的眼鏡蛇指揮官作結合，與戴斯卓聯手成立一群超級部隊。2007年3月，史奇普·伍茲再度翻修劇本，新增來自英國軍人角色艾利克·曼恩，監製解釋「不幸地，布什總統讓我們在國際上的地位很難去宣傳這部電影「G.I. Joe」（意指美國大兵），而新增一個角色混雜其中是件挺有趣的事」。影評家艾·梅伊比（El Mayimbe）揭露在伍茲的編劇版本，刪去眼睛蛇組織裡的隱匿於CIA特務雷恩，史嘉蕾與艾利克曼恩結婚，但仍對公爵有所好感，且男爵夫人亦身亡。蛇眼有張口說話，但在劇情裡聲帶是受損的，仍以姿體表達。梅伊比建議應由史都華·畢提重寫劇本。
影迷對於此版本的劇情提出負面評價反彈，波納馮杜拉承諾會立即重編「我期望這次我們將會呈現的更好給大眾。」他承認眼鏡蛇的橋段有些問題，在訪談裡同意「他們在［卡通裡的表現］或許是最愚蠢的邪惡組織。」孩之寶保證他們絕對會把眼鏡蛇寫回劇本裡。
2007年8月，史蒂芬·桑莫斯向派拉蒙影業執行長布萊德·格雷引薦自己來執導本片，以及製作部分布萊德·華盛頓說明構想近而錄用。導演桑莫在拜訪孩之寶位於羅德島州的總部後，激起將特種部隊拓展為全世界聯盟組織的想法。基於監製波納馮杜拉以及莫菲製作的《變形金剛》，賣座票房成為本片改編製作的一大動力。桑莫斯來執導本片部分原因在於，此電影概念上會聯想到詹姆士·龐德，並且表示劇情裡的水底大戰，是向007系列第四部電影《霹靂彈》致敬。史都華·畢提受邀來改編新的劇本，特種部隊的原創者賴瑞·哈瑪成為本片創意顧問。哈瑪協助改編支持者可能不喜歡的故事要素，使劇本更能貼近漫畫，讓漫畫迷們更喜歡新的劇本。他說服編劇刪去電影結尾蛇眼說話的場景。為趕在2007年－2008年美國編劇協會大罷工前加緊腳步製作，約翰·李·漢考克、布萊恩·考波曼和大衛·李維恩也一同參與編劇作業。戈登提到他的寫作靈感是源自於哈瑪的漫畫，並非卡通。桑莫斯表示他對本系列背景故事並不完全熟透，電影有可能會因罷工事件而進度落後。

### 電影原聲帶
| 評論得分 | 評論得分 |
| 來源     | 評分     |
| -------- | -------- |
| Allmusic | [ 54 ]   |
| 帝國雜誌 | [ 55 ]   |

### 專輯曲目
| 曲序     | 曲目                       | 備註 | 时长    |
| -------- | -------------------------- | --- | ------- |
| 1.       | Clan McCullen              | Played during the first scene about Destro's ancestry. | 3:07    |
| 2.       | MARS Industries            | James McCullen XXIV (Destro) demonstrates the nanomoites to NATO. | 1:42    |
| 3.       | Delivering the Warheads    | Duke and Ripcord lead a convoy, while they deliver the warheads to NATO, and get ambushed by the Baroness and the Neo Vipers. | 7:24    |
| 4.       | General Hawk               | Duke and Ripcord talk to General Hawk's holographic display and their arrival to the Pit. The second part is also played in the end when they leave the Pit.                                                                               | 1:36    |
| 5.       | It Had to Be NATO's Fault! | James argues with the Baroness in his submarine. Storm Shadow and Zartan first appear. | 1:40    |
| 6.       | King Cobra                 | The Doctor's first appearance. He shows James what nanomites can do to the Neo Vipers. | 2:58    |
| 7.       | What Happened to Her?      | Duke reveals to General Hawk his past relationship with the Baroness. | 1:16    |
| 8.       | I Promise                  | Duke and Ana's flashback about their past relationship and Duke's engagement. Duke promises Ana that he will watch over her brother, Rex.                                                                                                  | 2:07    |
| 9.       | The Pit Battle             | Baroness, Storm Shadow, Zartan and the Neo Vipers attack the Pit in order to retrieve the warheads. | 7:24    |
| 10.      | They Intend to Use Them    | They find out why Destro wanted the warheads back. | 1:06    |
| 11.      | Snake-Eyes                 | Snake-Eyes remembers his past with Storm Shadow and how he entered the Arashikage Clan. | 2:23    |
| 12.      | I Have a Target in Mind    | James tells the Baroness and Storm Shadow about his ancestry and his hate for the French. He orders the two to bring the warheads to Paris and "test" their abilities. The Doctor morphs Zartan into his disguise using nanomites.         | 2:23    |
| 13.      | The Joes Mobilize          | The Joes chase the Baroness and Storm Shadow across Paris. Duke and Ripcord use the Accelerator suits, while Snake-Eyes jumps around cars and Scarlett uses a motorcycle.                                                                  | 8:24    |
| 14.      | Northern Route             | The G.I. Joe team discovers James' underwater MARS base. | 6:10    |
| 15.      | Who Are You?               | The Doctor attempts to inject the nanomites in Duke. The Doctor reveals to Duke that he is actually Rex. | 3:36    |
| 16.      | Deploy the Sharcs          | The G.I. Joe team arrives at MARS' arctic base in order to rescue Duke and stop the warheads. Snake-Eyes and Storm Shadow engage in a fight. Duke rescues the Baroness and escapes from the underwater base. James McCullen is disfigured. | 7:32    |
| 17.      | Final Battle               | Storm Shadow loses to Snake-Eyes and falls into the icy water. | 0:54    |
| 18.      | Just About Close Enough    | Ripcord prevents the warheads from reaching their destinations. | 3:57    |
| 19.      | The Rise of Cobra          | The Doctor 'heals' James by giving him the nanomite treatment. He actually gives him a steel mask and calls him Destro. The Doctor then turns himself into Cobra Commander.                                                                | 1:52    |
| 20.      | I'm Not Giving Up on You   | The Baroness is treated while in prison. Duke tells the Baroness he will never give up on her. The Joes move to their new base, the USS Flagg.                                                                                             | 1:49    |
| 21.      | End Credits                | Originally composed for the end titles (pre-rolling end credits), but replaced by the "Boom Boom Pow" remix. | 2:21    |
| 总时长： | 总时长：                   | 总时长： | 1:11:41 |

## 發行
電影於2009年7月31日在美國馬里蘭州安德魯斯空軍基地首次播映。而首映式則在同年8月7日於好萊塢的中國戲院舉行。隔天，《特種部隊：眼鏡蛇的崛起》便在美國的4,007家劇院發行，除此之外，電影還於35個海外市場上映。

### 評價
《特種部隊：眼鏡蛇的崛起》收穫了褒貶不一的評價。根據爛蕃茄上收集的159篇專業影評文章，其中55篇給出了「新鮮」的正面評價，「新鮮度」為35%，平均得分4.6分（滿分10分），而基於另一影評網站Metacritic上的25篇評論文章，其中6篇予以好評，12篇差評，7篇褒貶不一，平均分為32（滿分100）。

### 票房
美國上映當週戲院廳數4007家，共創下五千四百七十萬美元的票房佳績，且在全球各地進帳四千四百萬美元。截至2009年8月12日，美國電影票房總計七千一百八十萬美元，美國以外票房達六千一百四十萬美元，全球總計一億三千三百三十萬美元。
台灣方面，最終全台票房為新台幣1.32億元。

## 續集
續集《特種部隊2：正面對決》於2013年3月28日發行，朱浩偉執導。

## 幕後軼事
電影後半段，當 G.I.JOE 的成員 Ripcord 偷走 McCullen 的新型戰鬥機 Night Raven 欲攔截奈米彈時，由於猜到 McCullen 是蘇格蘭人，故 Scarlett 建議 Ripcord 以凱爾特語的蘇格蘭蓋爾語操作此戰鬥機：
1. Teine!「發射！」：teine "fire" 發音 /tʲeɲe/ 或類似英語的 chenyeh。
2. Cuir a-mach!「彈射出！」：戰鬥機要墜落時，Ripcord 說出 cuir a-mach "eject" 好彈射出機體。Cuir a-mach 發音是 /kʰurˠ amax/，類似英語的 coor amach（'ch' 如英語借自蘇格蘭蓋爾語 loch 的 'ch'）；Cuir 意思是 "shoot; put"，a-mach 是 "out, forth"。[68]

## 外部連結
- 官方网站
- 互联网电影数据库（IMDb）上《特種部隊：眼鏡蛇的崛起》的资料（英文）
- AllMovie上《特種部隊：眼鏡蛇的崛起》的资料（英文）
- 爛番茄上《特種部隊：眼鏡蛇的崛起》的資料（英文）
- Box Office Mojo上《特種部隊：眼鏡蛇的崛起》的資料（英文）
- Metacritic上《特種部隊：眼鏡蛇的崛起》的資料（英文）
- Yahoo奇摩電影上《特種部隊：眼鏡蛇的崛起》的資料（繁體中文）
- 開眼電影網上《特種部隊：眼鏡蛇的崛起》的資料（繁體中文）
- 豆瓣电影上《特種部隊：眼鏡蛇的崛起》的資料 （简体中文）
- 时光网上《特種部隊：眼鏡蛇的崛起》的資料（简体中文）